# Coll de la Pedra Dreta (el Figueró)
El Coll de la Pedra Dreta és el nom d'una collada situada a 655,4 metres d'altitud situada al límit dels termes municipals de Sant Martí de Centelles, de la comarca d'Osona, i del Figueró, de la del Vallès Oriental.
Està situat en el sector sud-est del terme de Sant Martí de Centelles i al nord-oest del del Figueró, a mig camí entre la Trona, als Cingles de Bertí, i la Pedra Dreta.